# Expédition du Mexique
Batailles
- Fortín
- Las Cumbres
- 1er Puebla
- Barranca Seca
- Cerro del Borrego
- Tampico
- 2e Puebla
- Atlixco
- San Pablo del Monte
- San Lorenzo
- Totoapan
- Morelia
- Campeche
- Veranos
- Tacámbaro
- La Loma
- Parral
- Chihuahua
- Álamos
- Ixmiquilpan
- Bagdad
- Camargo
- Miahuatlán
- Carbonera
- Guayabo
- Villa de Álvarez
- San Jacinto
- Querétaro

L'intervention française au Mexique, l'expédition du Mexique ou la campagne du Mexique est une expédition militaire française qui a lieu de 1861 à 1867 et a pour objectif de mettre en place au Mexique un régime favorable aux intérêts français.
À l'origine de cette initiative se trouvent des conservateurs mexicains en Europe qui souhaitaient installer au Mexique un souverain européen catholique et conservateur pour contrebalancer le pouvoir grandissant des États-Unis protestants. José Manuel Hidalgo y Esnaurrízar, l'un d'entre eux, fit la connaissance de l'impératrice Eugénie et réussit à l'intéresser à sa cause. Napoléon III, sur les conseils du duc de Morny, chercha et trouva, après avoir essuyé le refus d'autres princes, l'archiduc Maximilien de Habsbourg qui venait de refuser d'être roi de Grèce. Maximilien hésita, mais, encouragé par sa femme Charlotte, fille du roi des Belges Léopold Ier, il finit par accepter de devenir empereur du Mexique.
L'Empire mexicain, qui était un État faible, fut de fait, entre 1861 et 1867, un protectorat français.

## Contexte

### Le Mexique à la veille de l'intervention

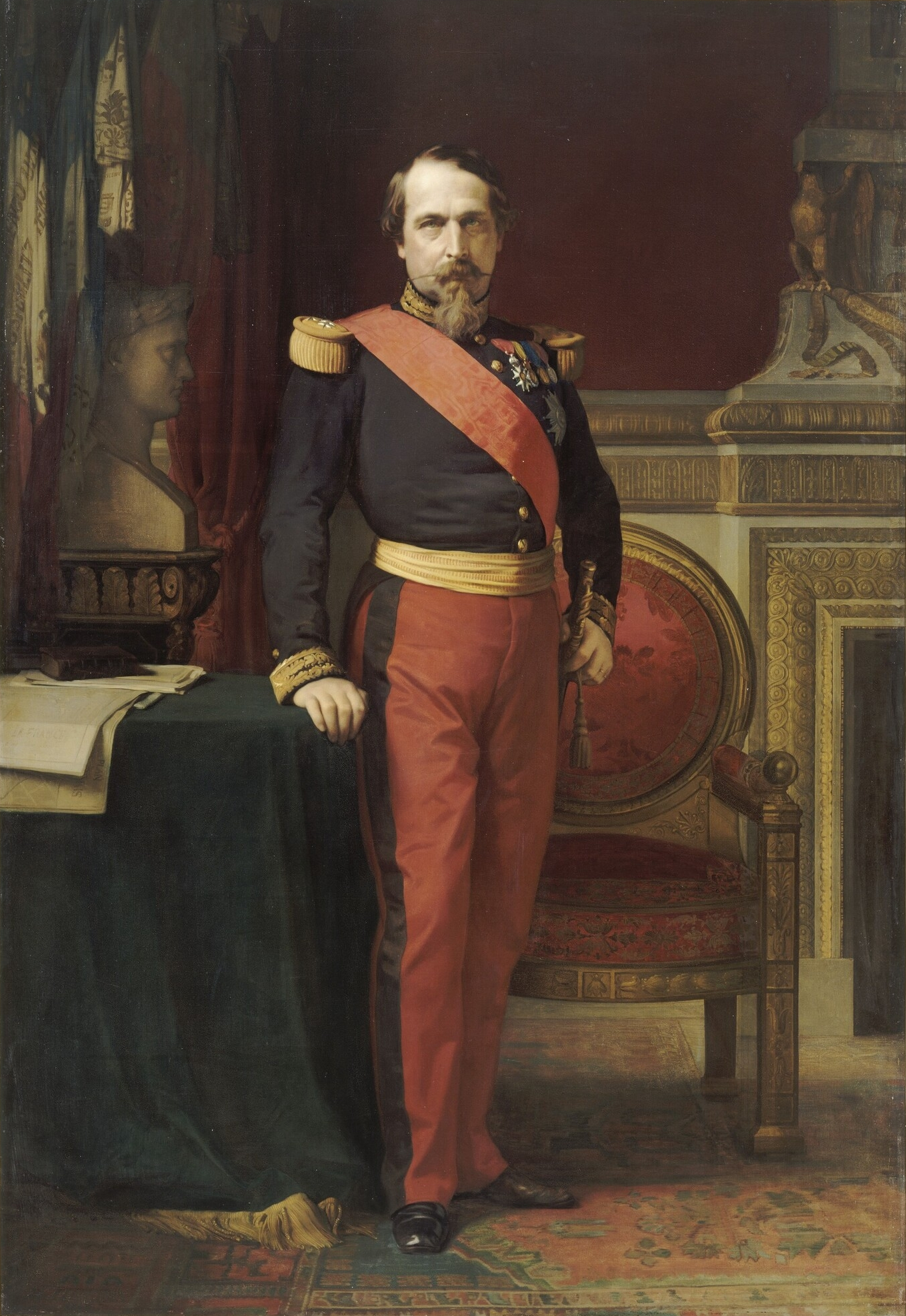
Napoléon III en 1861.

Après l'indépendance vis-à-vis de l'Espagne, les revenus du gouvernement mexicain diminuèrent et ses dépenses augmentèrent. Le déficit fut couvert par des emprunts sur le marché financier de Londres. Après la publication de décrets en 1827 et 1829 ayant pour but l'expulsion hâtive de la plupart des Espagnols, expulsions qui provoquèrent une évasion de capitaux et une baisse de la production tant industrielle qu'agricole, malgré les tentatives du gouvernement centraliste entre 1830 et 1832 du conservateur Anastasio Bustamante et de son ministre Lucas Alamán de réorganiser les finances publiques, 90 % du budget de la nation se destinaient à l'entretien de l'armée.
Les créoles composaient les classes supérieures ; les métis avaient eux aussi une part importante dans les affaires. Les indigènes quant à eux étaient divisés en une multitude d'ethnies souvent antagonistes et pour la plupart quasi indépendantes et farouchement attachées à leurs coutumes ; certaines, totalement coupées des réalités, ignoraient même que le pays était devenu indépendant. Néanmoins certains de ces indigènes (Benito Juárez, Mejía) avaient réussi au niveau national ; d'autres, tel Santiago Vidaurri, étaient des caciques très puissants et très riches[réf. nécessaire].
Les classes aisées étaient divisées politiquement. D'un côté le parti conservateur, centraliste et clérical, était soutenu par l'Église catholique, le plus grand propriétaire foncier du pays, ainsi que par les communautés indigènes qui craignaient pour leurs terres et les privilèges fiscaux et fonciers qui leur avaient été octroyés par le vice-roi don Martín de Mayorga, de l'autre le parti libéral, fédéraliste et anticlérical, était majoritairement soutenu par les petits propriétaires métis ou créoles ainsi que par la bourgeoisie, avides de s'emparer des terres de l'Église[réf. nécessaire] et de celles des communautés indigènes que la nouvelle constitution libérale ne protégerait plus.
Les loges maçonniques jouèrent un grand rôle dans la politique. Les loges dites « écossaises » originaires d'Espagne étaient partisanes du centralisme et de la conservation d'un gouvernement qui continuerait celui de la colonie. Les loges dites « d'York », fondées par l'ambassadeur américain Joel Roberts Poinsett, étaient du côté des libéraux et partisanes du fédéralisme.
Entre 1821 et 1850, cinquante gouvernements se succédèrent, reflétant l'instabilité politique du pays.[réf. nécessaire] En 1836, le Mexique avait déjà perdu le Texas. Le pays avait fait face à un débarquement espagnol en 1829 à Tampico et à une intervention de la flotte française à Veracruz en 1838, le premier repoussé par le général Antonio López de Santa Anna. Le Mexique sortait d'une guerre contre les États-Unis (1846-1848) qui lui avait fait perdre 2,4 millions de km².
En 1859, les conservateurs, opposés à Juárez signèrent avec l'Espagne le traité de Mon-Almonte (es) ; ils y promettaient de payer les dettes dues aux Européens. C'est donc à un pays affaibli et divisé qu'allait s'attaquer la coalition franco-anglo-espagnole, menée par la France.

### Juárez au pouvoir

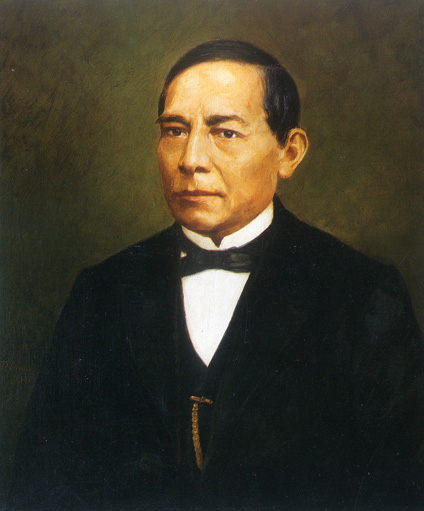
Benito Juárez, président du Mexique.

En 1858, Benito Juárez, membre du parti libéral, accéda au pouvoir. En décembre 1859, son gouvernement signa avec les États-Unis le Tratado de Tránsito y Comercio connu aussi sous le nom erroné de traité McLane-Ocampo (es), qui aurait concédé à perpétuité des droits de passage sur le territoire mexicain, notamment dans l'isthme de Tehuantepec, en échange entre autres de l'appui militaire des États-Unis en cas d'intervention étrangère. Ce traité n'entra jamais en vigueur, car il ne fut pas ratifié par le Sénat des États-Unis.
Une rébellion éclata cependant, menée par les généraux conservateurs Zuloaga et Miramón. Cette dernière parvint à chasser un temps Juárez, qui repoussa les insurgés en 1861. Cette nouvelle guerre civile avait une fois de plus appauvri l’État. Juárez reconnut que le Mexique devait 70 millions de pesos à l’Angleterre, 9 millions à l’Espagne et 3 millions à la France. Mais, les caisses du Mexique étant vides, Juárez décida en juillet 1861 de suspendre pour deux ans le paiement de la dette extérieure.
Son gouvernement eut cependant le temps de promulguer plusieurs lois. En 1856, ce furent les lois de confiscation des biens de mainmorte ou de corporations civile et ecclésiastique connue sous le nom de « loi Lerdo (es) ». Cette loi ordonnait de vendre à leurs locataires les biens que l'Église catholique leur louait. Puis en 1859 et 1860 se succédèrent :
- loi de nationalisation des biens ecclésiastiques : suppression des ordres religieux, les livres et œuvres d'art en possession de l'Église passent en mains publiques ;
- loi du mariage civil et contrat de mariage civil sans intervention du clergé ;
- loi du registre civil. Les statistiques, le contrôle de la population, les registres des naissances et des décès passent sous contrôle exclusif de l'État ;
- loi de sécularisation des cimetières, interdiction d'enterrer quiconque dans une église ;
- loi de liberté des cultes.

## L'intervention française

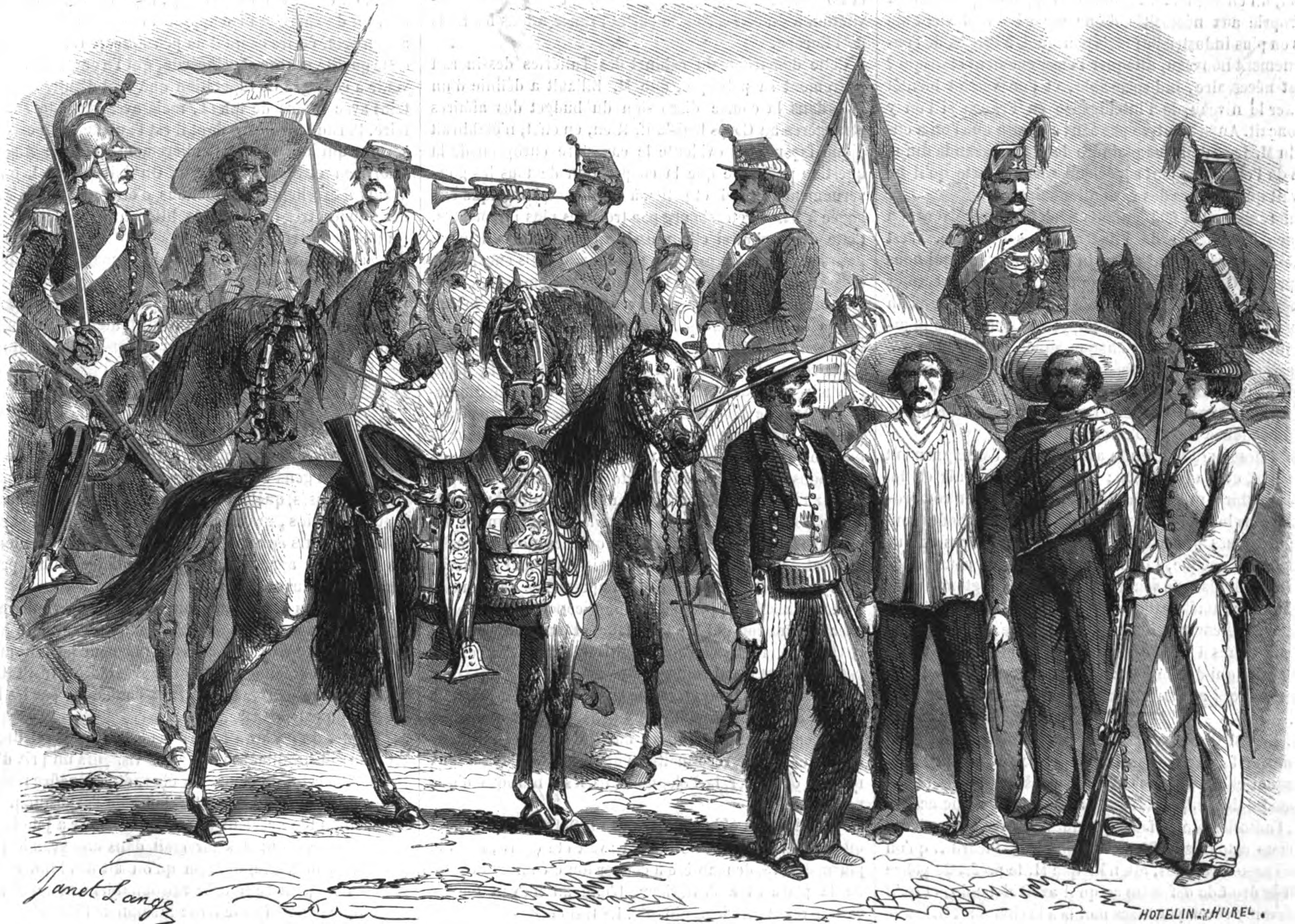
Soldats de l'armée mexicaine.

Les rivalités politiques divisent les classes dirigeantes. De plus, depuis l’indépendance, le Mexique est en proie à une instabilité qui use financièrement le pays. L'Empereur des Français Napoléon III, dans une vision d'hégémonie franco-catholique en Amérique latine, souhaite doter le Mexique d'un régime stable, notamment pour faire face aux États-Unis protestants en pleine expansion, certes alors en pleine guerre civile, mais qui avait déjà agressé le Mexique à de nombreuses reprises par le passé. Il s'agit aussi d'installer un régime à la solde de la France et d’en récolter les bénéfices.
Des milliers d’Italiens, d’Irlandais, de Grecs, de ressortissants de tous les pays en difficulté viendraient y résider et concurrencer les États-Unis comme choix de destination des migrants. De plus, en choisissant un prince autrichien, l'Empereur compensait diplomatiquement son engagement récent en Italie.
Ce plan, qui pouvait contrebalancer en Amérique la puissance des États-Unis en créant un Empire catholique allié à la France, est notamment soutenu par Eugène Rouher, lequel en parle comme de « la plus grande pensée du règne », sans cependant avoir consulté les Mexicains, pourtant les premiers intéressés.
Les conditions géopolitiques sont excellentes en 1861 : les dettes du Mexique et l'attitude du gouvernement libéral de Juárez qui entame son deuxième mandat (du 15 juillet 1861 au 19 juin 1867) fournissent des prétextes tout trouvés pour une intervention française « légitime ». En outre, l'intervention américaine est exclue, la guerre de Sécession battant alors son plein (la France se considérant par ailleurs neutre dans ce conflit).

## Historique des opérations

### Phase internationale

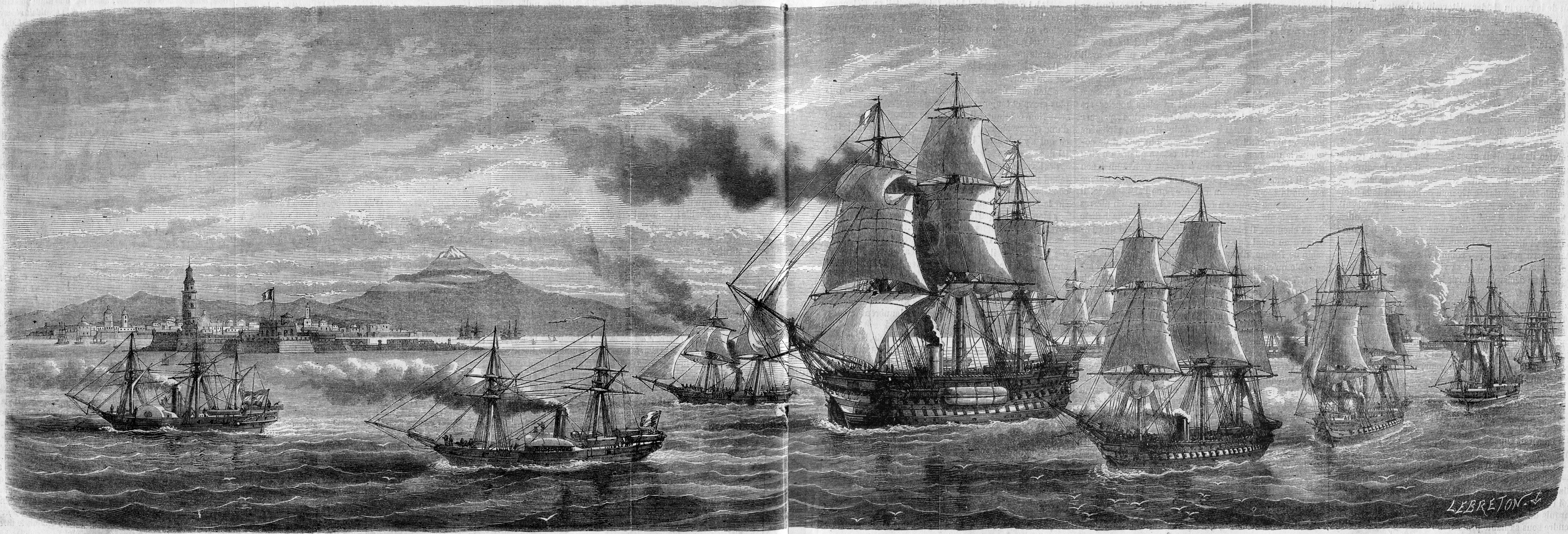
Expédition du Mexique, sous le commandement de Jurien de la Gravière (L'Illustration, 1862).

Après la signature de la Convention de Londres (1861), les gouvernements espagnol et britannique envoient eux aussi une force expéditionnaire (le Mexique leur doit bien plus d'argent qu'à la France). Les Espagnols envoient le général Juan Prim débarquant le 17 décembre 1861 et 4 000 soldats provenant de Cuba. Les Britanniques envoient 700 marines à bord d'une escadre formée de deux vaisseaux et quatre frégates commandées par l'amiral Dunlop qui débarquent le 4 janvier 1862. Le 8 janvier, les Français arrivent avec l'escadre de l'amiral Jurien de La Gravière avec le Masséna, cinq frégates, deux avisos à hélice et un à roues, deux canonnières et trois transports amenant les prémices du corps expéditionnaire[réf. nécessaire] :

Expédition française au Mexique.

- Sous le commandement du général Charles Ferdinand Latrille de Lorencez remplacé par Élie-Frédéric Forey en 1862.
  - 2 000 soldats des 1er et 2e régiment d'infanterie de marine formant un régiment de marche ;
  - 800 fusiliers marins ;
  - 600 soldats du 2e régiment de zouaves ;
  - un peloton du 2e chasseurs d'Afrique ;
  - une batterie d'artillerie servie par des marins ;
  - une batterie d'obusiers servie par des matelots ;
  - 20 sapeurs du 3e régiment du génie ;
  - gendarmes à cheval
- Une légion belge de 4 000 hommes accompagne les Français sous le commandement du lieutenant-colonel Van der Smissen. La future impératrice Charlotte étant la fille du roi des Belges Léopold Ier, celui-ci avait voulu participer à l'expédition, autant par raison familiale, que parce qu'il nourrissait des espoirs d'expansion coloniale, comme l'avait prouvé une tentative de peuplement belge en Colombie.

Des négociations ont lieu entre le gouvernement libéral mexicain et les Européens, après que ces derniers ont signé la Convention de Soledad en février 1862, dans laquelle ils s'engagent à ne pas attaquer le Mexique. Mais elles n'aboutissent qu'à une impasse. En avril 1862, Britanniques et Espagnols retournent au port de Veracruz et quittent le pays.

### Phase exclusive française
Les Français décident de se maintenir. Le général Charles Ferdinand Latrille de Lorencez, à la tête du commandement français, décide de marcher vers Puebla qui, une fois prise, permettrait d'ouvrir la voie vers Mexico.
Après de petits affrontement avec les soldats de la république mexicaine, les Français arrivent au nombre d'environ 6 500 devant la ville le 5 mai 1862. Environ 4 500 hommes du général Ignacio Zaragoza y sont solidement retranchés, mais ils sont pauvrement armés. Lorencez lance ses troupes dans un assaut frontal contre le couvent fortifié du Cerro de Guadalupe (« colline de Guadalupe »). Bien abrités par les murs, les soldats gouvernementaux parviennent à repousser les Français appuyés par des troupes mexicaines conservatrices aux ordres des généraux Márquez, Zuloagaga et Cobos, rejoints le 7 mai par 2 000 soldats arrivant de Guanajuato, payés par l'Église catholique. 462 Français et 83 Mexicains meurent au cours de la bataille. Lorencez sonne alors la retraite et se retire dans la ville d'Orizaba.
Le général mexicain Jesús González Ortega (en) reçoit l'ordre de faire le siège d'Orizaba et positionne 2 000 hommes et plusieurs canons sur la colline du Cerro Borrego pour bombarder la ville.
Le capitaine Paul Alexandre Détrie escalade la colline de nuit avec moins de 150 hommes du 99e de ligne et déloge les Mexicains pris de panique, croyant avoir affaire à l'ensemble de l'armée française. Cette victoire héroïque et spectaculaire qui libère le siège d'Orizaba connaît un immense retentissement en France et sur le moral du corps expéditionnaire éprouvé par la défaite de Puebla.
Le 9 juillet 1862, le général Edmond Le Bœuf, aide de camp de l'empereur Napoléon III, écrit au colonel Charles Letellier-Valazé, chef d'état-major du corps expéditionnaire :
"Le long intervalle qui s'était écoulé entre la publication du rapport mexicain et l'arrivée du rapport français avait vivement préoccupé l'opinion publique, et les bruits les plus sinistres étaient mis en circulation. Enfin, les dépêches du général Lorencez sont venues dissiper les nuages et montrent une fois de plus tout ce qu'il y a d'héroïsme chez le soldat français. [...]. La belle affaire du 99ème l'a prouvé surabondamment et a noblement clos la première période de la campagne. Les esprits sont entièrement rassurés..."
Lorsque la nouvelle de la défaite devant Puebla et le combat victorieux du Cerro Borrego sont connus à Paris, Napoléon III envoie un renfort de 26 000 hommes sous le commandement d'un nouveau général en chef, Élie-Frédéric Forey. Ce dernier et ses hommes débarquent en septembre 1862 et entreprennent une deuxième fois le siège de Puebla.

#### Prise de Puebla et d'Oaxaca

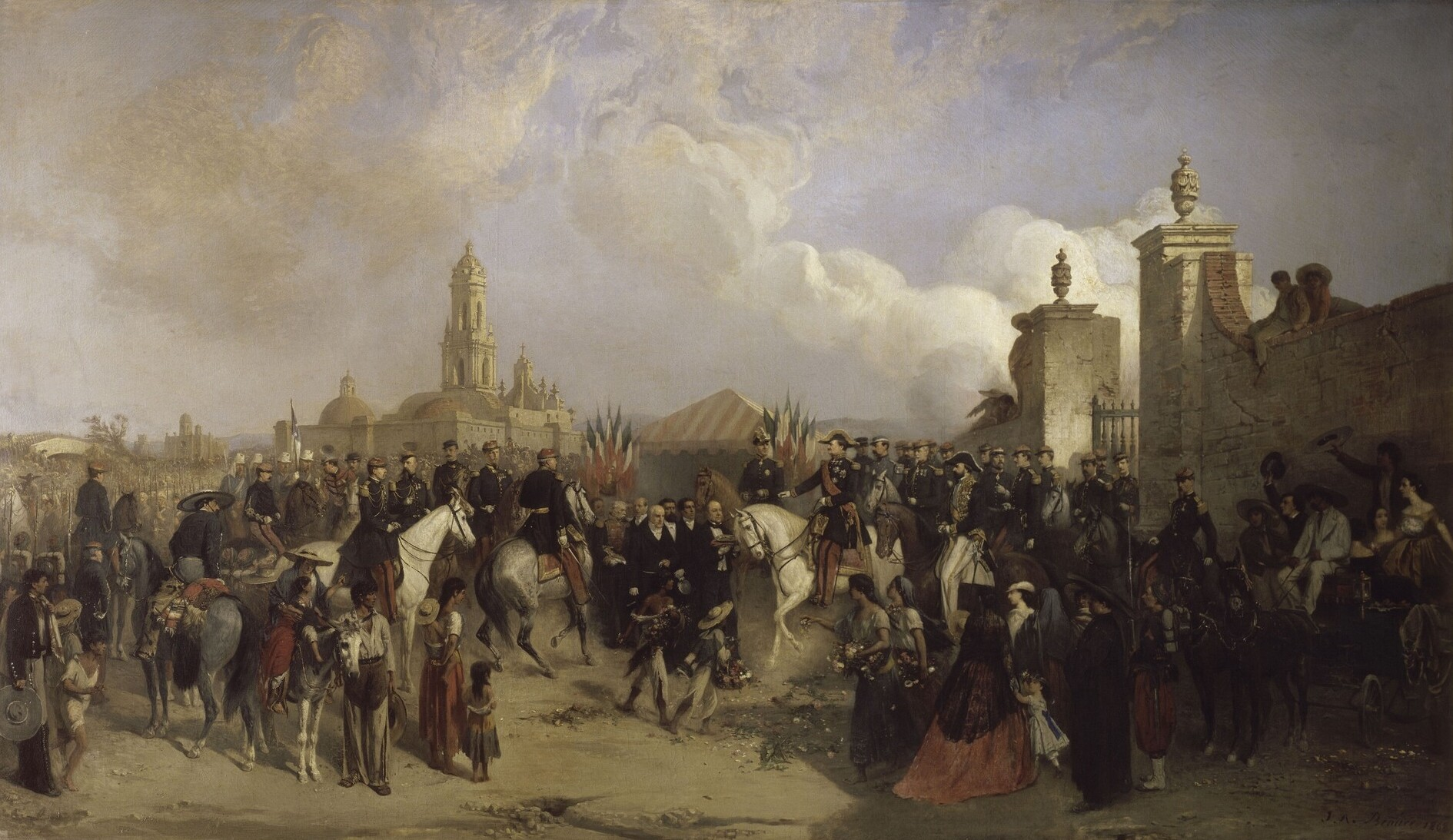
Entrée du corps expéditionnaire français à Mexico, juin 1863.

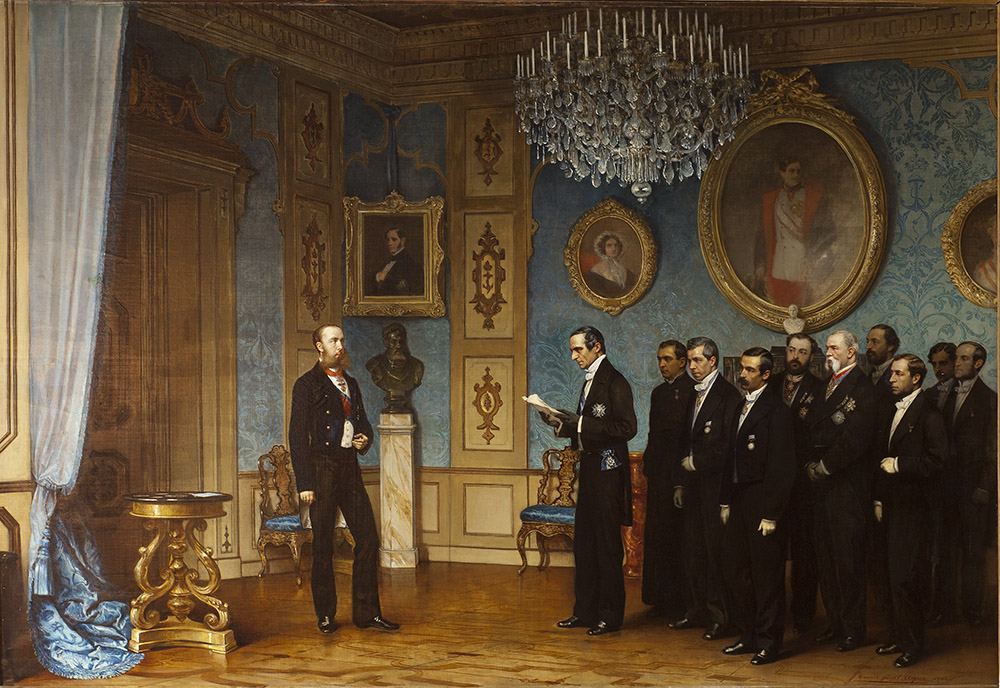
L'Archiduc Maximilien est désigné empereur du Mexique en 1864.

La ville ne tombe qu'au prix de nombreux efforts, en mai 1863. Des milliers de soldats du gouvernement libéral se trouvent dans la ville lors de sa chute. Tous ne peuvent pas être emprisonnés ; ils sont donc relâchés. Quelques jours plus tard, ils rejoignent les rangs des troupes républicaines. Par la suite, l'armée française parvient à progresser sans encombre jusqu'à Mexico, d'où Juárez s'est enfui avec le gouvernement libéral pour se réfugier à El Paso del Norte, à la frontière des États-Unis.
En juillet 1863, une « assemblée de notables » du parti conservateur réunie à Mexico offre la couronne impériale à l'archiduc (on dira plus tard l'Archidupe) d'Autriche Maximilien de Habsbourg. Ce dernier met plus d’un an à l’accepter. À la suite de la prise de la ville, l'armée reçoit la tâche de « pacifier » l'État de Puebla. Les militaires multiplient les marches, fortifient les villages visités, et parviennent non sans mal à faire régner l’ordre impérial. Mais un obstacle leur barre la route : la ville d’Oaxaca, fief du chef républicain Porfirio Díaz. Le général Bazaine, qui avait remplacé Forey, décide de mener lui-même les opérations contre cette ville. Celles-ci commencent à la fin de l'année 1864. Mais le siège ne dure pas longtemps : en février 1865, Porfirio Díaz signe la reddition d’Oaxaca.
Des milliers de soldats libéraux se trouvent dans la ville ; une nouvelle fois, tous ne pouvant être emprisonnés, ils sont relâchés. Peu après, la plupart rejoignent au nord les guérilleros ou retrouvent les unités auxquelles ils appartiennent dans les troupes régulières de la République.

#### Armée française face à la guérilla

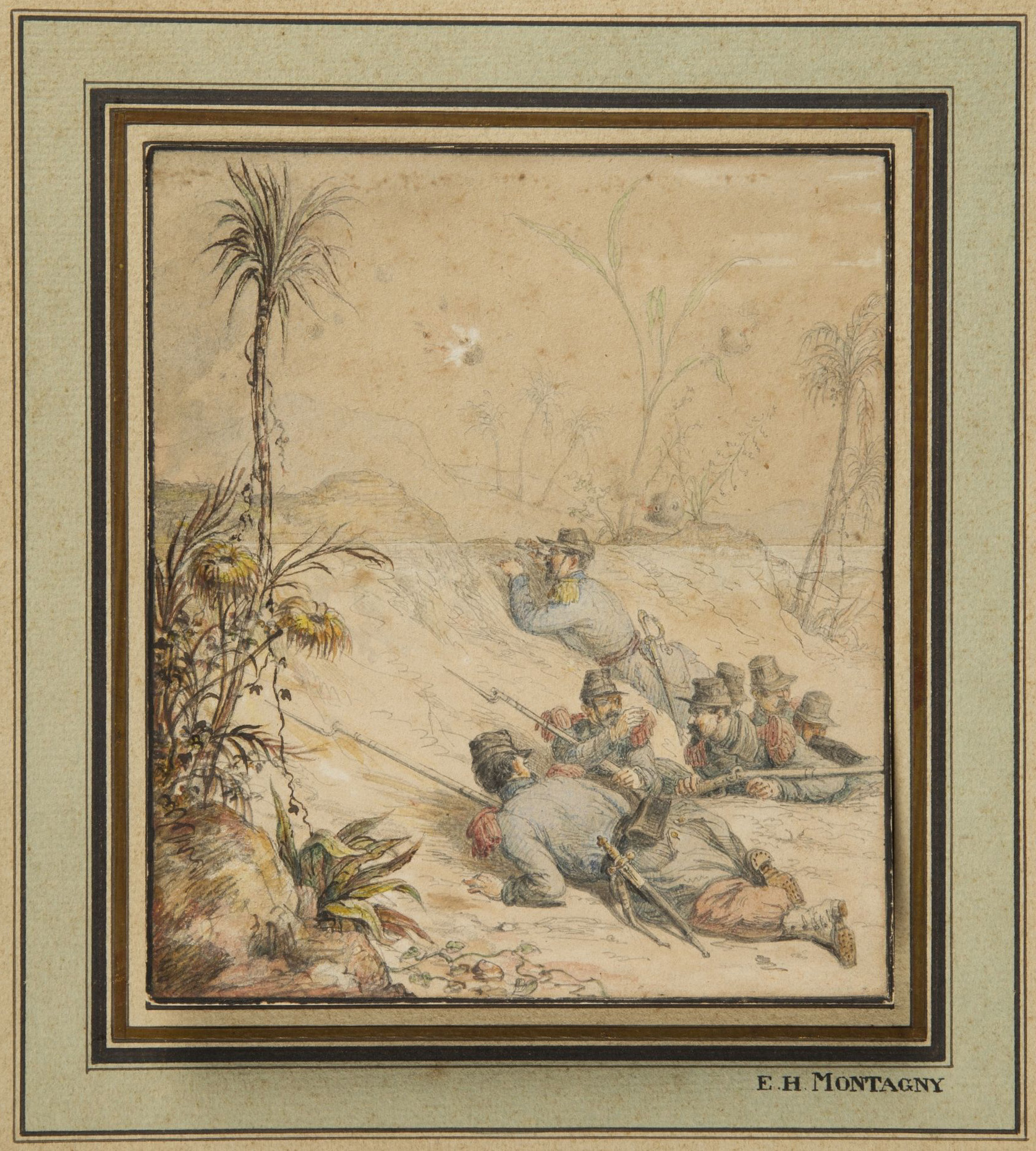
Fantassins français durant l'expédition du Mexique,
dessin d'E.H. Montagny.

Après la prise d'Oaxaca, les militaires sont envoyés combattre au nord du Mexique, là où les forces du gouvernement de Juárez sont encore puissantes. Le corps expéditionnaire n'est pas habitué à lutter de cette manière : lorsque les résistants républicains sont en position de force, ils attaquent, dans le cas contraire, ils fuient.
Afin de lutter contre cette stratégie, se met en place la contre-guérilla du colonel Du Pin ; aidés  des capitaines Gustave Humbert, Sylvain Le Petitcorps, Louis Simonet,  et d’hommes du pays, connaissant le terrain sur lequel ils s'aventurent, équipés de chevaux, ils agissent en marge de l'armée française.
La légion belge commandée par le lieutenant colonel Van der Smissen remporte la victoire de la Loma. Cependant, le père de l'impératrice, le roi des Belges Léopold Ier, juge le sort de Maximilien et de son épouse avec pessimisme depuis que Maximilien a coupé les ponts derrière lui en renonçant à tous ses droits dynastiques en Autriche au profit de membres de sa famille restés insensibles au prestige que représente la fondation d'un nouvel empire d'outre-mer.[réf. nécessaire]
L'impératrice Charlotte, alarmée par l'évolution de la situation politique et militaire au Mexique même, entreprend un voyage en Europe, mais ses démarches auprès de Napoléon III et même du pape restent sans effets, et elle perd peu à peu la raison, en proie à un syndrome de persécution. Recueillie par son frère Léopold II de Belgique, elle finit ses jours en 1927, recluse au château de Bouchout, près de Bruxelles.

#### Retrait des troupes françaises

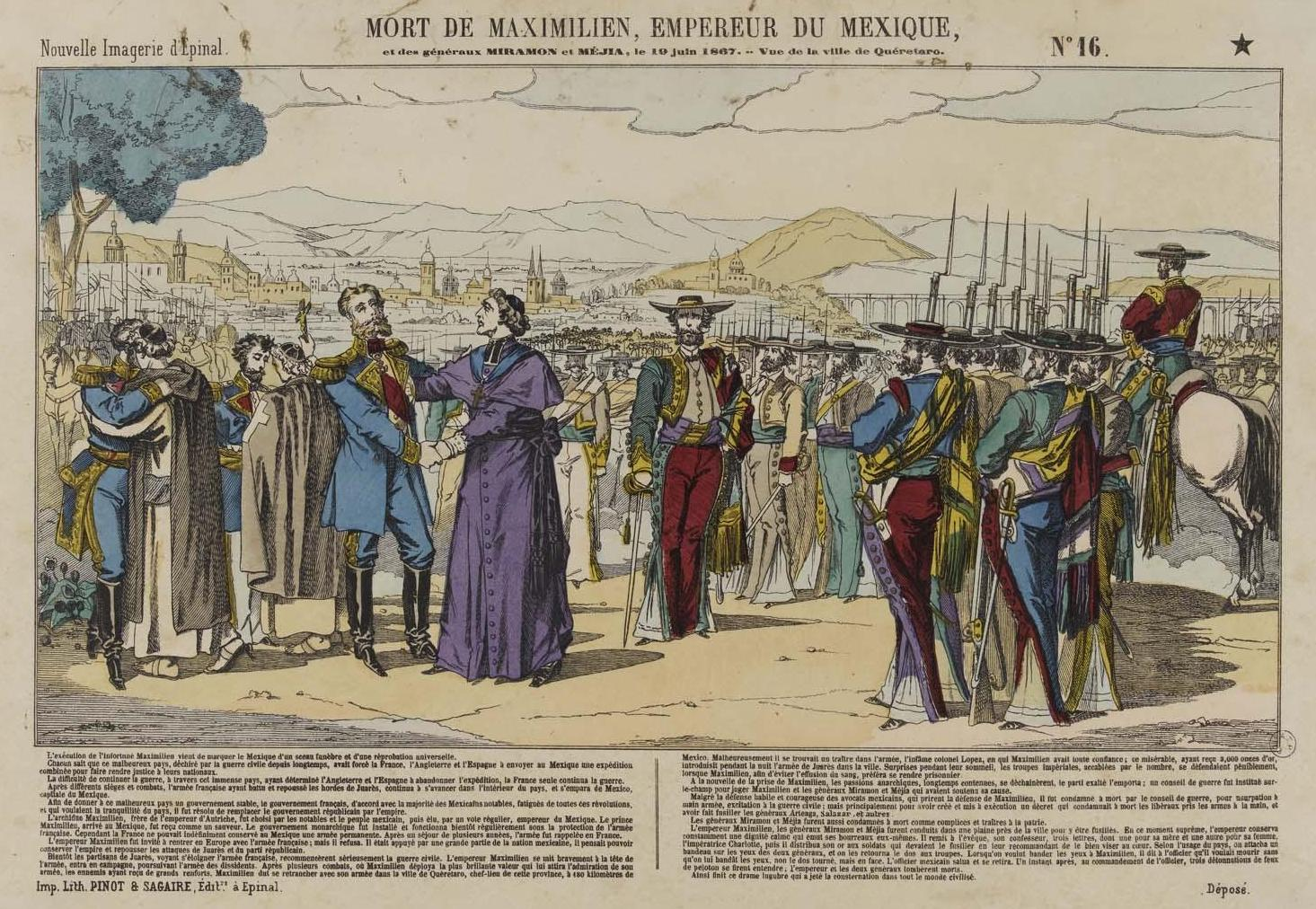
L'exécution de Maximilien, le 19 juin 1867. Représentation imaginaire.

En avril 1865, la guerre de Sécession prend fin par la victoire du Nord. Le représentant de Benito Juárez, Matias Romero, pousse le gouvernement de Washington à masser ses troupes le long de la frontière avec le Mexique, y apportant armes, munitions et matériel. Les troupes du gouvernement républicain voient aussi leurs effectifs augmentés d'anciens combattants de la guerre de Sécession américaine.
Pendant ce temps, le secrétaire d'État des États-Unis, William Henry Seward, presse les Français d'abandonner le Mexique.
Dans ces conditions, la France ne peut plus se permettre de gaspiller ses forces dans une aventure à longue distance.
Napoléon III retire donc ses troupes, abandonnant peu à peu les villes du nord, Mexico, Puebla, et Veracruz. Durant cette retraite, Juárez évite soigneusement tout accrochage inutile avec les Français. En revanche, dans les zones reconquises, les représailles contre les Mexicains les plus compromis dans la collaboration avec l'Empire sont impitoyables. En février 1867, le dernier navire français quitte les rives du Mexique.
La guerre du Mexique fait trois derniers morts. En juin 1867, l’empereur Maximilien, qui, se considérant comme devenu Mexicain envers et contre tous et se croyant capable de maintenir l'Empire sans aide étrangère, refuse d’abdiquer. Il se réfugie dans Santiago de Querétaro. Bientôt cerné par les juaristes, il se rend. Maximilien pense naïvement qu’il aura le droit d’être conduit à Veracruz et rembarqué sur le premier navire en partance pour l’Europe. Au contraire, il est fait prisonnier et condamné à mort. Le 19 juin 1867, à Santiago de Querétaro, il est exécuté avec ses généraux Miramón et Mejía.

## Ordre de bataille

### Forces françaises et étrangères

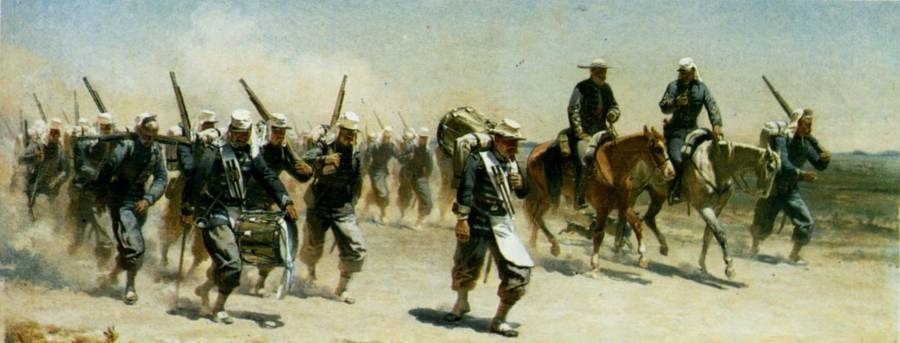
Légion belge durant l'expédition du Mexique, toile de Charles Lahalle.

Sur les 38 493 militaires français envoyés au Mexique, 6 654 sont morts de blessures ou de maladie, soit 17 % des forces françaises, ou encore un sixième. En 1863, le khédive d'Égypte a envoyé un bataillon de 450 soldats afin de protéger l'Empire mexicain, dont beaucoup de Soudanais supposés plus résistants aux maladies tropicales. À partir de 1864-1865, l'Autriche-Hongrie a envoyé 7 000 hommes (Polonais, Hongrois…).
Un contingent de 251 volontaires belges issus du régiment Impératrice Charlotte sous le commandement du major Constant Tydgadt sont défaits, le 11 avril 1865, à la bataille de Tacámbaro à l'issue de laquelle les derniers survivants se rendent avec leur major grièvement blessé et qui mourra, ainsi que le capitaine Chazal, après l'arrivée d'une colonne de secours commandée par le chef du contingent belge, le lieutenant-colonel Van der Smissen. Prenant sa revanche, Van der Smissen remporte la victoire à la bataille de la Loma le 26 juillet. Mais, à l'issue de la participation de la Belgique à l'expédition du Mexique, 750 soldats belges auront perdu la vie, lorsque le roi des Belges Léopold Ier décidera le retrait de la force belge en même temps que celui des troupes françaises quand la perspective d'un échec commencera à menacer l'intervention européenne au Mexique. Maximilien a lui-même soutenu que « les Belges ont commis l'erreur de nous envoyer des enfants imberbes […] [qui] se sont laissé tuer comme des mouches ».
L'histoire « tragique » du corps des volontaires belges enrichit les connaissances sur le Second Empire, en particulier le réseau d'intérêts des puissances européennes au Mexique.
Le corps des volontaires belges a été officiellement commémoré pour la première fois à l'occasion de l'Exposition universelle de 1910, tenue à Bruxelles. Les commandants de l'armée ont décidé de regrouper, sous le nom de Musée royal de l'Armée, divers souvenirs du passé militaire belge. La section de l'expédition au Mexique de 1864-1867 a rassemblé des uniformes, des armes, des décorations, des photographies et d'autres objets, qui sont encore exposés aujourd'hui. En 1927, la Société des Anciens Volontaires, anticipant sa dissolution en raison de la disparition de la plupart de ses membres, décida de faire don de ses archives audit musée.
Les unités françaises impliquées dans cette expédition comprennent :
- les 7e, 51e, 62e, 81e, 95e et 99e régiments d'infanterie de ligne ;

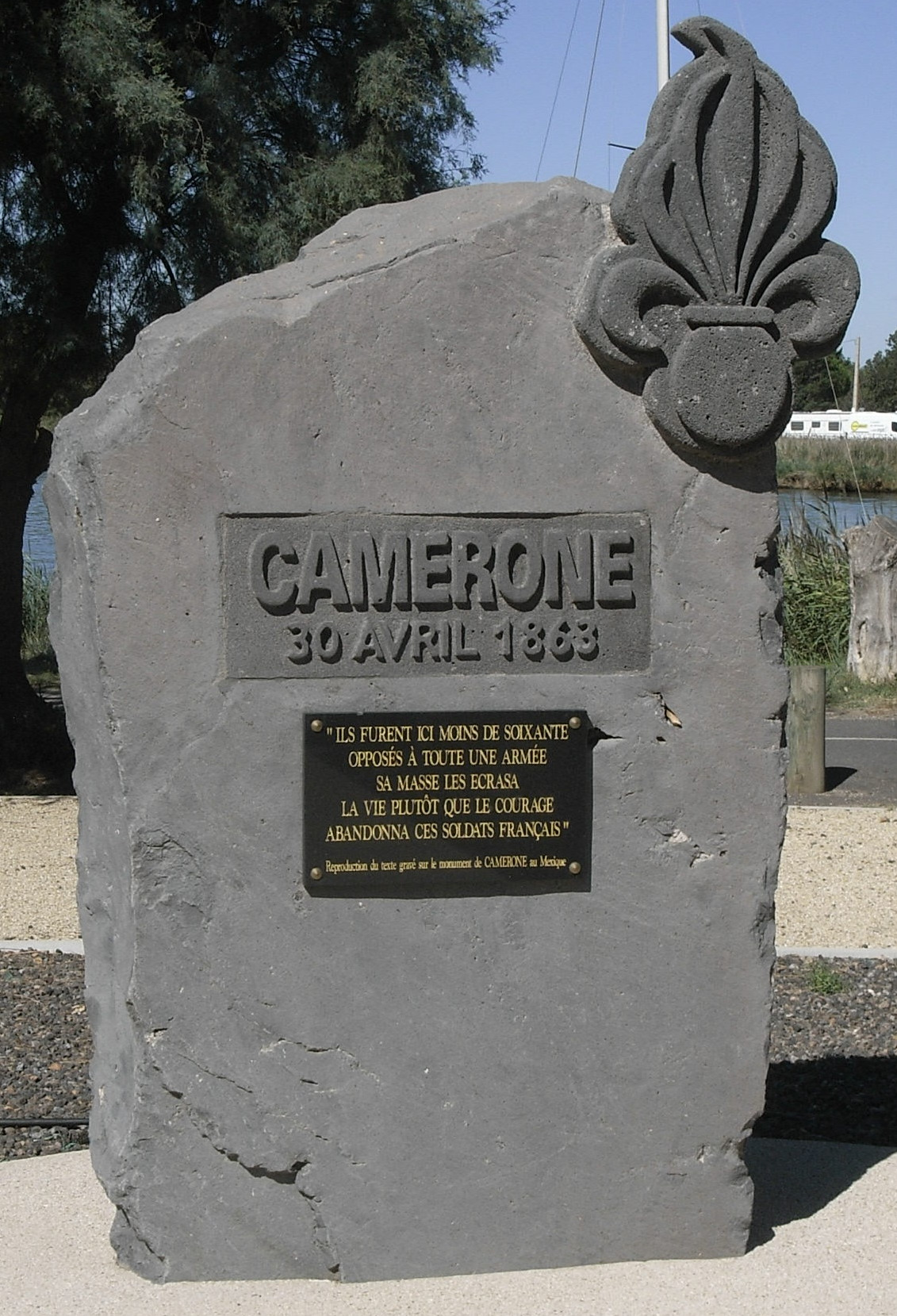
Monument aux morts commémoratif de la bataille de Camerone.

- un régiment de marche d'infanterie de marine (9 compagnies prises dans les 1er et 2e régiments d'infanterie de Marine) ;
- les 1er, 7e, 18e et 20e de chasseurs à pied ;
- des bataillons des 1er, 2e et 3e zouaves ;
- le 2e bataillon d'infanterie légère d'Afrique ;
- un bataillon de marche de tirailleurs algériens (6 compagnies prises dans les 1er, 2e et 3e régiments) ;
- le régiment étranger, premier des régiments de la légion étrangère qui se distingue à la bataille de Camerone ;
- le 12e régiment de chasseurs à cheval ;
- des escadrons du 1er, 2e et 3e régiment de chasseurs d'Afrique ;
- deux escadrons du 5e régiment de hussard ;
- des compagnies du 1er, 2e et 3e régiment de génie ;
- des batteries du 1er, 3e, 4e, 5e, 6e, 7e, 9e, 11e régiment d'artillerie.

Et également[réf. nécessaire] :
- une batterie de l'artillerie montée de la Garde impériale ;
- la 1re compagnie du Train des équipages de la Garde impériale ;
- les 1er et 2e régiments d'infanterie de Marine ;
- une compagnie de volontaires créoles (recrutés en Martinique) ;
- un peloton de gendarmes à cheval prélevé sur la garnison de la Martinique;
- deux compagnies du génie colonial (l'une venue de Martinique, l'autre de Guadeloupe) ;
- un bataillon de fusiliers-marins ;
- la 7e batterie de l’artillerie de marine.

### Attitude des États-Unis
Napoléon III, qui souhaite établir en Amérique latine un empire latin et catholique pour barrer l'expansion des États-Unis protestants, entreprend la conquête du Mexique et offre à l'archiduc Maximilien d'Autriche le titre d'empereur, avec l'aide des conservateurs mexicains. N'étant reconnu que par les conservateurs mexicains, Maximilien applique une politique libérale, s'appuyant pour l'essentiel sur la présence des troupes françaises. Il bénéficie également de la non-intervention des États-Unis, accaparés par la guerre de Sécession. En 1864, la situation change. Les victoires de l'Union sur la Confédération modifient les vues du gouvernement de Washington, et le Congrès vote une résolution protestant contre l'intervention de la France au Mexique.

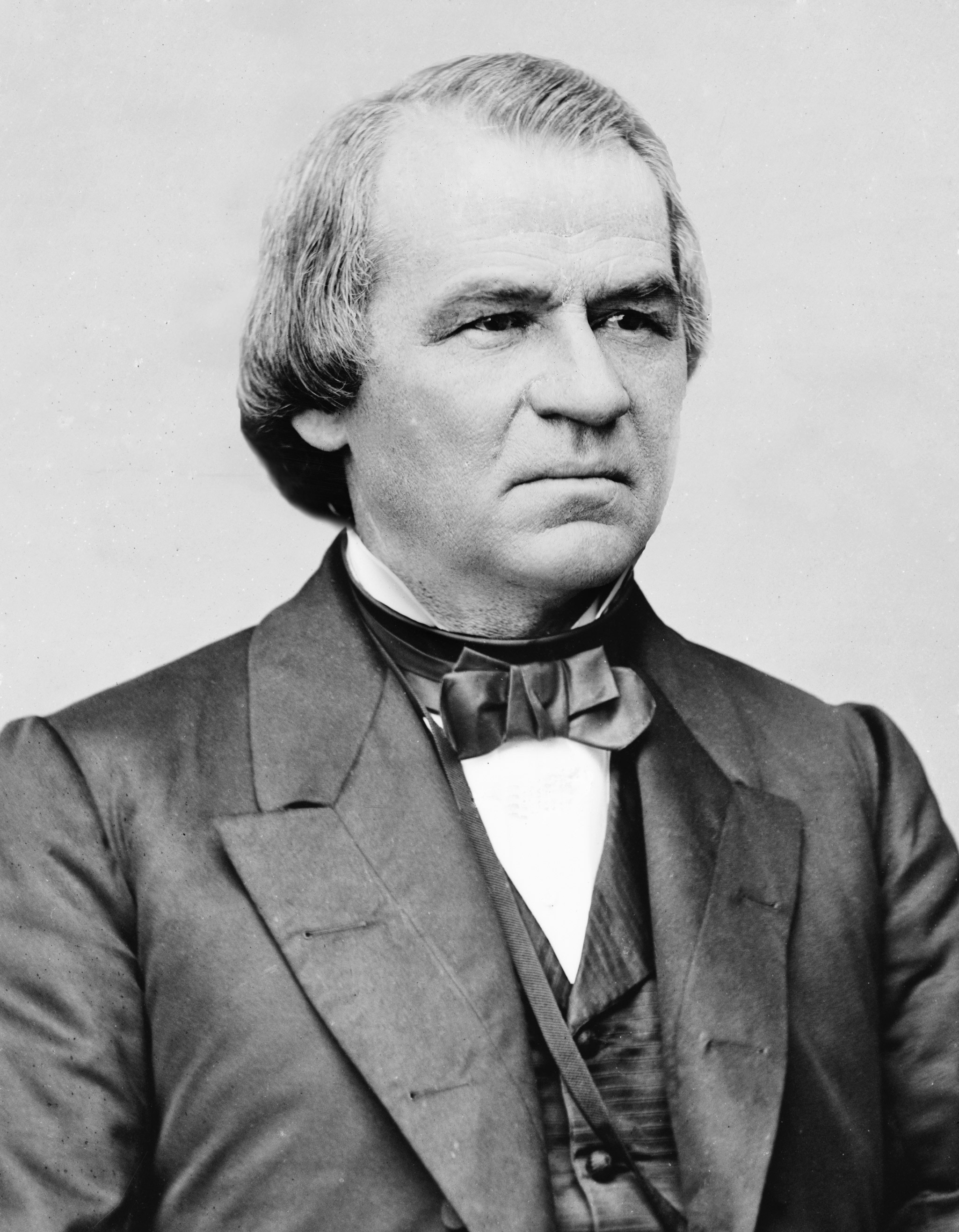
Andrew Johnson, le président américain qui a aidé Benito Juárez à partir de 1865.

Ayant définitivement mis fin à la guerre civile en 1865, les États-Unis n'ont jamais reconnu le gouvernement de Maximilien, considérant toujours le gouvernement de Juárez légal. Dans la correspondance diplomatique des agents fédéraux reparaît la doctrine Monroe. Un petit contingent français, épaulé par des Autrichiens, se retrouve même durant quelques mois, fin 1865 - début 1866, au contact direct des troupes américaines de l'Union dans le village de Bagdad à l'embouchure du Rio Grande où un combat a même lieu le 4 janvier 1866. Devant les menaces croissantes des États-Unis, les troupes françaises finissent par quitter le Mexique, accompagnées par les contingents des autres nationalités. Maximilien, qui refuse de partir, est capturé par les républicains mexicains. Jugé, il est condamné à mort et fusillé.
Avec l'appui des États-Unis, la république mexicaine, dont le gouvernement juariste n'a pas quitté le territoire national durant toute la durée de l'intervention française, remporte la victoire sur les conservateurs mexicains et profite du retrait des troupes françaises. Maximilien paye de sa vie son rêve et son entêtement à rester.
Depuis cette époque, la doctrine Monroe s'applique sur tout le Nouveau Monde.[réf. nécessaire]
Au Mexique, l'ordre fut bientôt menacé par l'agitation des généraux vainqueurs et par les dissensions internes qui opposaient les libéraux. À la mort de Benito Juárez, en 1872, le Mexique est de nouveau au bord de la guerre civile. Son successeur, Sebastián Lerdo de Tejada, organise sa réélection par des fraudes massives dans l'attribution des postes officiels et allant jusqu'à proposer une amnistie à Díaz qui s'était révolté contre Juárez (Plan de La Noria) en 1871 et un poste d'ambassadeur en Prusse pour l'éloigner du Mexique qui donneront le prétexte (plan de Tuxtepec) du soulèvement victorieux du général Porfirio Díaz, celui-ci accédant a la présidence en 1876,,.

### Précision sur l'engagement de la Légion étrangère
Initialement, la Légion ne devait pas participer à la campagne. Voyant beaucoup d'autres régiments partir et pas eux, les officiers subalternes (lieutenants et capitaines) du Régiment Étranger (la Légion étrangère ne comptait alors qu'un régiment) envoyèrent une pétition à l'empereur Napoléon III, lui demandant « l'honneur d'aller se faire tuer » pour la France au Mexique. Les pétitions étant tout à fait interdites par les règlements militaires, le chef de corps du régiment fut puni exemplairement.
Cependant, Napoléon III accéda à la demande et le Régiment Étranger partit ainsi au Mexique.
Le régiment arrive le 25 mars 1863 et se voit alors confier la tâche ingrate d'escorter des convois entre Veracruz et Puebla. Mais la 3e compagnie de fusiliers du 1er bataillon s'illustre le 30 avril 1863 au cours du combat de Camerone (en espagnol Camarón rebaptisée plus tard Villa Tejeda) qui reste dans l'histoire comme l'illustration du sacrifice au nom de la parole donnée et de l'exécution de la mission, au péril de sa vie si nécessaire. Bien qu'il s'agisse pour la Légion d'une « défaite », elle est commémorée par les légionnaires avec autant de ferveur que par les Mexicains, qui reconnaissent sans réserve le courage des légionnaires (ceux-ci ne se rendirent que lorsqu'il ne resta que six combattants : le sous-lieutenant Maudet, le caporal Maine, les légionnaires Catteau, Wensel, Constantin et Leonhard), qui tentèrent une ultime charge à la baïonnette. Le capitaine Danjou y perdit la vie et y laissa sa main de bois qui fut retrouvée deux ans plus tard par un lieutenant autrichien. Cette main est devenue une relique sacrée pour tous les légionnaires.
De décembre 1864 à février 1865, les unités du régiment participent au siège d'Oaxaca. Le 3 juillet 1866, les 3e et 5e compagnies du 4e bataillon livrent un combat comparable à celui de Camerone. Sous les ordres du capitaine Frenet, les 125 légionnaires encerclés dans l'hacienda de l’Incarnación résistent victorieusement durant 48 heures à plus de 600 Mexicains.
Total des pertes dans l’expédition du Mexique : 22 officiers, 32 sous-officiers et 414 légionnaires. L'accord passé avec l'empereur Maximilien indiquait que la Légion étrangère devait passer au service du Mexique ; comme l'aventure française au Mexique tourne au désastre, la Légion rentre en France.

## Principales batailles de l'expédition
- Bataille de Las Cumbres
- Bataille de Puebla (5 mai 1862) puis siège de Puebla
- Bataille de Cerro del Borrego
- Bataille de Camerone
- Bataille de Bagdad (Mexique)
- Bataille de Tacámbaro
- Bataille de La Carbonera
- Siège de Querétaro

## Dans les arts et la culture populaire

### Filmographie
Ce conflit qui a opposé des Juaristes aux Impériaux a été représenté dans plusieurs productions cinématographiques et télévisuelles mêlant l'histoire, l'aventures, la comédie, le drame, etc. :

#### Cinéma
- 1904 : Cuauhtemoc y Benito Juarez de Carlos Mongrand ;
- 1920 : Mexikos Kaisertragödie de Rolf Randlos ;
- 1934 : Juarez and Maximilian de Miguel Contreras Torres et Raphael J. Sevilla ;
- 1937 : La Paloma de Miguel Contreras Torres ;
- 1938 : Guadalupe la Chinaca de Raphael J. Sevilla ;
- 1939 :
  - The Mad Empress de Miguel Contreras Torres ;
  - Juarez de William Dieterle ;
- 1941 : Amor chinaco de Raphael J. Sevilla ;
- 1942 : Caballeria del Imperio de Miguel Contreras Torres ;
- 1943 : Mexicanos, al grito de guerra de Álvaro Gálvez y Fuentes et Ismael Rodríguez ;
- 1944 :
  - El camino de los gatos de Chano Urueta ;
  - The Escape de Norman Foster ;
  - Porfirio Díaz de Rafael M. Saavedra et Raphael J. Sevill ;
- 1945 : Cuando lloran los valientes d’Ismael Rodríguez ;
- 1950 :
  - El cristo de mi cabecera d’Ernesto Cortázar ;
  - L'Aigle et le Vautour de Lewis R. Foster ;
- 1951 :
  - Stronghold de Steve Sekely ;
  - Red Fury de Steve Sekely et Víctor Urruchúa ;
- 1954 :
  - Vera Cruz de Robert Aldrich ;
  - El joven Juárez d’Emilio Gómez Muriel ;
- 1955 : Cuatro contra el imperio de Jaime Salvador ;
- 1956 : El fin de un imperio de Jaime Salvador ;
- 1958 : Impaciencia del corazón de Tito Davison ;
- 1965 :
  - Les Mercenaires du Rio Grande de Robert Siodmak ;
  - The Treasure of the Aztecs de Robert Siodmak ;
  - Heroes of Fort Worth de Alberto De Martino ;
  - Major Dundee de Sam Peckinpah ;
- 1967 : The Bandits de Robert Conrad ;
- 1969 : Les Géants de l'Ouest de Andrew V. McLaglen ;
- 1970 :
  - Sierra torride de Don Siegel :
  - El Condor de John Guillermin ;
  - Maximilian von Mexiko de Günter Gräwert ;
  - Adios Sabata de Gianfranco Parolin ;
- 1973 : Le Masque aux yeux d’or de Paul Paviot ;
- 1974 : El señor de Osanto de Jaime Humberto Hermosillo ;
- 1976 : Mariachi de Rafel Portillo ;
- 1988 : Präriejäger in Mexiko de Hans Knötzsch ;
- 1990 : 1867 de Ken McMullen ;
- 1994 : The Cisco Kid de Luis Valdez ;
- 1995 : Savate de Isaac Florentine ;
- 2004 : Cinco de Mayo de Hector Galán ;
- 2013 : Cinco de mayo : La batalla de Rafael Lara ;
- 2014 : Maximilien de Habsbourg, dernier empereur du Mexique de Franz Leopold Schmelzer ;
- 2019 : Charlotte et Maximilien, les sombres héros de Mexico de Benjamin Lehrer ;
- 2021 : Vers la bataille de Aurélien Vernhes-Lermusiaux.